# دير دلوم
دير دلوم هي قرية لبنانية من قرى قضاء عكار في محافظة الشمال. تقع في تجمع للقرى يسمى الهضبات.